# Pavol Takáč
Pavol Takáč (Ürmény-Mezőkeszi, 1911. november 2. – Nyitra, 1997. október 15.) helytörténész, publicista, nyitrai levéltáros.

## Élete
Születésekor már félárva volt, s anyja pedig spanyolnáthában hunyt el. 19 éves korában már a mocsonoki iskolában tanított. 1940-ben Nyitrára költöztek, s a Hlinka Néppárt nyitrai szervezetének választmányi tagja lett. Szociális munkásként a gyerekekkel foglalkozott (a nyitrai ifjúsággondozás járási titkára), tanoncházat és menzát vezetett, illetve a kisebbségi iskolák támogatásával foglalkozott. 1950-ig a városházán mint részlegvezető dolgozott. Politikai okokból bútorgyárba helyezték, ahol nyugdíjazásáig dolgozott.
Diákkora óta foglalkoztatta a történelem, verseléssel is próbálkozott. Az önkéntes színjátszásban is kipróbálta magát. Ürmény krónikása is volt. 1985-ben Nyitra városának krónikása volt. Sokat írt Nyitra városának helytörténetével kapcsolatban (utcák, terek, cégek, egyesületek, személyiségek). Benne volt a város utcanév bizottságában, melynek 1990-től elnöke lett. Ezen kívül foglalkozott Ürmény helytörténetével is.
1942-től a nyitrai Matica slovenská tagja, 1943-tól a nyitrai Katolikus Férfiegylet alapítója, a Vöröskereszt, Tuberkulózis ellenes liga és Katolikus Karitász tagja. 1964-től a SzTA mellett működő Szlovák Történeti Társaság nyitrai történészkörének tagja.

## Elismerései
- 1996 Nyitra városának díja

## Művei
Többek között a Krásy Slovenska, a Nitrianske noviny és a Život a kultúra mesta Nitry című folyóiratokban is publikált.
- 1944 História samostatnej obce Poľný Kesov (sorozatban a Nitrianska Stráž hasábjain is)
- 1944 Naše obce — najstarší svedkovia slovenskej slávy a kultúry. Nitrianska Stráž XXIII/12, 2-3
- 1977 Z histórie lekární. Spravodaj Mestského národného výboru v Nitre 1977/7
- 1977 O prvej dievčenskej škole v Nitre. Krásy Slovenska
- 1977 Prvé noviny v Nitre. Krásy Slovenska
- 1977 Najstaršie nitrianske slovenské noviny. Krásy Slovenska
- 1977 Krasové jaskynné javy a úkazy v Nitre. Krásy Slovenska
- 1978 Juraj Fojtík et al. (zost.): Nitra. Bratislava (tsz.)
- 1979-1985 Ulica po ktorej kráčaš. Život a kultúra mesta Nitry
- 1980 Buditeľ M. Tučko. Život a kultúra mesta Nitry 4/9
- 1980 Päťdesiatiny zvukového filmu. Život a kultúra mesta Nitry 4/10
- 1980 Maršál Kutuzov v Nitre. Život a kultúra mesta Nitry 4/12
- 1982 Prvé autobusy v našom meste. Život a kultúra mesta Nitry 6/3
- 1982 44 podpisov z Nitry pre Ľudovíta Štúra. Život a kultúra mesta Nitry 6/5
- 1983 Sto rokov kúpeľníctva. Život a kultúra mesta Nitry 7/2
- 1983 Hasičská škola. Život a kultúra mesta Nitry 7/5
- 1983 Sady družby národov. Život a kultúra mesta Nitry 7/11
- 1983 Sto rokov mestského divadla. Život a kultúra mesta Nitry 7/12
- 1983 Prvá škola na Slovensku. Katolícke noviny 98/4, 5 (január 23.)
- 1984 Požičovňa kníh, zdroj vzdelania ľudu. Život a kultúra mesta Nitry 8/9
- 1984 Krátky pobyt sv. Kazimíra v Nitre. Katolícke noviny XCIX/9, 4 (március 4.)
- 1985 Poštové a spojové služby. Spravodaj Mestského národného výboru v Nitre 1985/8
- 1985 Z histórie kinematografie v Nitre. Spravodaj Mestského národného výboru v Nitre 1985/27
- 1985 Predsedovia MsNV v Nitre 1945-1985. Život a kultúra mesta Nitry 9/5
- 1986 Šalgov-Svätoplukovo – 1386-1986
- 1986 Z histórie Pároviec. Spravodaj Mestského národného výboru v Nitre 1986/30
- 1986 Cintoríny. Život a kultúra mesta Nitry 10/11
- 1987 Z histórie lekární. Spravodaj Mestského národného výboru v Nitre 1987/7
- 1987 Zoznam starostov a predsedov v Nitre. Spravodaj Mestského národného výboru v Nitre 1987/9
- 1988 Významné jubileá Nitrianskych tlačiarní. Spravodaj Mestského národného výboru v Nitre 1988/16
- 1988 História súdnictva v Nitre. Spravodaj Mestského národného výboru v Nitre 12, 19-25
- 1988 Štúr dostal z Nitry 44 podpisov. Nitra – kultúrno-spoločenský mesačník 16/9, 26-27
- 1992 Spájanie histórie so súčasnosťou - na okraj premenovania ulíc v našom meste. Nitra - kultúrno-spoločenský mesačník 16/1-2
- 1992 Jozef Ronchetti a František Mojto ožívajú v našej pamäti – z histórie hasičského zboru v Nitre. Nitra – kultúrno-spoločenský mesačník 16/5, 9-10
- 1992 Slovenské učené tovarišstvo a jeho prvý stánok v Nitre. Nitra – kultúrno-spoločenský mesačník 16/8, 30-31
- 1993 Jarok – 1113-1993
- 1993 Nitrianske sochy sv. Jána Nepomuckého. Nitra - kultúrno-spoločenský mesačník 17/5, 36-37
- 1993 Lurdská kaplnka v jaskyni. In: Nitra - kultúrno-spoločenský mesačník 17/6, 26
- 1993 Historické argumenty o mene Kláštornej ulice. Nitra - kultúrno-spoločenský mesačník 17/6, 36-37
- 1993 Svätosvoradovské tradície. In: Nitra - kultúrno-spoločenský mesačník 17/7, 24-25
- 1993 Na 60. výročie Pribinových slávností. In: Nitra - kultúrno-spoločenský mesačník 17/9, 38-40
- 1994 Ďurkova ulica. Pardon 4/3
- 1994 Mesto dýcha históriou. Nitrianske noviny III/28, 5 (július)
- 1994 Svätosvoradovské tradície. In: Nitra - kultúrno-spoločenský mesačník 18/8, 36-37
- 1994 Nitriansky richtár Peregrin. In: Nitra - kultúrno-spoločenský mesačník 18/9, 31
- 1994 Nitrianske zaprášené histórie - prechádzky po nitrianskych uliciach pred 115. rokmi. In: Nitra - kultúrno-spoločenský mesačník 18/11, 28-31
- 1994 Svätý Florián - patrón požiarnikov – z histórie jednej legendy. Nitrianske noviny 3/17, 5
- 1994 Hľadá sa hrob svätého Metoda – dávne historické tajomstvá zatiaľ mlčia. Nitrianske noviny 3/25, 5
- 1994 Zomrel Ján Krajčík. Nitrianske noviny 3/26, 5
- 1994 Tajomstvá párovského kostolíka. Nitrianske noviny 3/36, 5
- 1995 Nitra a Matica slovenská. Informačný spravodaj Domu Matice slovenskej v Nitre. Nitra
- 1998 Ýlmer-Urmín – od roku 1948 Mojmírovce